# Carlo Cesar
Carlo Cesar (Doorn, 7 september 1992) is een Nederlands baanwielrenner en voormalig langebaanschaatser. Cesar nam in 2016 deel aan de Europese kampioenschappen baanwielrennen. In 2016 won hij de 1km tijdrit op de Nederlandse kampioenschappen baanwielrennen. 
Tijdens de Nederlandse kampioenschappen schaatsen sprint in 2014 in het Olympisch Stadion te Amsterdam behaalde Cesar een dertiende plaats in het klassement.

## Belangrijkste resultaten

### Baanwielrennen
| Jaar  | NK                               | EK    | WK    | Overig |
| Elite | Elite                            | Elite | Elite | Elite  |
| ----- | -------------------------------- | ----- | ----- | ------ |
| 2016  | 1km tijdrit, teamsprint          |       |       |        |
| 2017  | 1km tijdrit, keirin · teamsprint |       |       |        |
| 2018  |                                  |       |       |        |
| 2019  | 1km tijdrit                      |       |       |        |

### Schaatsen

#### Persoonlijke records
| Afstand    | Tijd    | Datum           | Baan       |
| ---------- | ------- | --------------- | ---------- |
| 500 meter  | 36,58   | 22 januari 2016 | Heerenveen |
| 1000 meter | 1.12,44 | 22 januari 2016 | Heerenveen |
| 1500 meter | 1.51,56 | 26 januari 2014 | Inzell     |
| 3000 meter | 4.04,37 | 29 maart 2012   | Heerenveen |
| 5000 meter | 7.26,56 | 19 maart 2007   | Enschede   |

#### Resultaten
| Jaar | NK Afstanden       | NK Sprint |
| ---- | ------------------ | --------- |
| 2013 |                    | 23e       |
| 2014 |                    | 13e       |
| 2015 | 20e 500m DNF 1000m |           |
| 2016 |                    | DQ3       |